# هراکلیدس
هراکلیدس انزی (یونانی: Ἡρακλείδης Αἴνιος) فیلسوف و از شاگردان افلاطون بود. در حدود سال ۳۶۰ پیش از میلاد، او و برادرش پایتون انزی، کوتیس اول، حاکم تراکیه را ترور کردند.